# Belo Monte
Belo Monte là một đô thị thuộc bang Alagoas, Brasil. Đô thị này có diện tích 334,8 km², dân số năm 2007 là 6696 người, mật độ 20 người/km².